# فولکینگهم
فولکینگهم (به انگلیسی: Folkingham) یک روستا در بریتانیا است که در Folkingham واقع شده‌است. فولکینگهم ۷۹۶ نفر جمعیت دارد.